# Чверть (одиниця об'єму)
Чверть,четвертина — російська одиниця вимірювання об'єму сипучих тіл (1 чверть = 2 осьминам = 8 четверикам = 64 гарнцям = 209,91 л) і рідин (1 чверть = 1/4 відра = 3,08 л).

## Міра об'єму сипучих тіл
Чверть (четверта частина або одна чверть) — як міра об'єму сипких тіл в 14-20 ст., Використовувалася для вимірювання кількості зерна, круп та борошна.
1 чверть, чверть (для сипучих тіл) = 2 осьминам (півчетвертям) = 4 півосьминам = 8 четверикам = 64 гарнці
(= 209,912 л (дм³) 1902 р.)
(= 209,66 л 1835 р.)
- У 14-15 ст. в деяких руських князівствах та землях була рівна 1/4 каді з різним ваговим вмістом.
- У 16 ст. 1 чверть жита = 3,5 пуда зерна жита = 57,33 кг; = 4 пуди = 65,52 кг; в 17 ст. = 6 пудів жита (5 пудів борошна), до кінця 17 століття = 8 пудів = 131,04 кг і фігурує як «московська осьмипудова чверть». У ряді областей Росії в 17 ст. відомі місцеві чверті різного об'єму.
- Чверть застаріла до середини XIX століття. Замість неї використовувався четверик.
- Указом 1835 було встановлено, що 1 чверть = 2 півчетвертям = 8 четвериків («мір») = 64 гарнці.

(1 «міра» = 209,912 л / 8 = 28,239 л?)

## Міра об'єму рідин
Як міра об'єму рідин чверть дорівнювала 1/4 відра. Відома з XVI—XVII ст. У 1885 обсяг чверті визначався в 3,0748 літра. Використовувалася при продажу головним чином вино-горілчаної продукції і ділилася на 5 горілчаних або 4 винних пляшки.